# Cerceis picta
Cerceis picta är en kräftdjursart som beskrevs av Hugo Frederik Nierstrasz 1931. Cerceis picta ingår i släktet Cerceis och familjen klotkräftor. Inga underarter finns listade i Catalogue of Life.